# ロナルド・リベスト
ロナルド・リン・リベスト（Ronald Linn Rivest、1947年5月6日 - ）は、暗号の研究者。2018年現在はMITの計算機科学の教授で、MITコンピュータ科学・人工知能研究所の所員である。通称はロン・リベスト (Ron Rivest)。アメリカ合衆国選挙支援委員会の技術ガイドライン開発委員会の委員を務めており、Voluntary Voting System Guidelines の起草を助けた。

## 経歴
ニューヨーク州スケネクタディ生まれ。1969年にイェール大学で数学の学士号を取得し、1974年にスタンフォード大学で計算機科学の Ph.D. を取得。アルゴリズムの教科書として有名な Introduction to Algorithms (1990) の著者の1人である（他の執筆者は Thomas H. Cormen、Charles E. Leiserson、Clifford Stein）。MITコンピュータ科学・人工知能研究所 (CSAIL) では計算理論グループに属し、暗号と情報セキュリティグループを創設した。また、RSA Data Security（後のRSAセキュリティ）と Peppercoin を設立した。

## 業績
1978年にアディ・シャミア、レオナルド・エーデルマンとともに公開鍵暗号の一種RSA暗号を発明したことで知られる。共通鍵暗号アルゴリズム RC2, RC4, RC5 の発明者であり、RC6の共同発明者である。"RC" とは「リベスト暗号; Rivest Cipher」の略あるいは「ロンのコード; Ron's Code」の略とされている（RC3はRSAセキュリティで開発中に解読されてしまった。RC1も同様に開発中に解読できたため公表されていない）。リベストは暗号学的ハッシュ関数であるMD2, MD4, MD5の作者でもある。2006年9月25日、リベストは新たな発明 ThreeBallot voting system（ThreeBallot投票システム）を発表した。これは投票者が誰に投票したかというプライバシーを保護しつつ正しく投票数をカウントできる画期的な投票システムである。また、重要な点はこの投票システムが暗号技術に依存していない点である。「民主主義はあまりにも重要だ」として、リベストはこれをパブリックドメインとして掲載した。

## 受賞歴
リベストは全米技術アカデミーと全米科学アカデミーのメンバーであり、ACM、国際暗号学会、アメリカ芸術科学アカデミーのフェローでもある。2000年、アディ・シャミア、レオナルド・エーデルマンとともに IEEE Koji Kobayashi Computers and Communications Award と Secure Computing Lifetime Achievement Award を受賞した。また、2002年にチューリング賞を受賞。同年、ローマ・ラ・サピエンツァ大学から名誉博士号を授与された。World Technology Network のフェローでもあり、2002年の World Technology Award for Communications Technology の最終選考まで残った。2005年、MITX Lifetime Achievement Award を受賞。2007年、マルコーニ財団のフェローに選ばれ、2008年5月29日にはカールトン・カレッジで Chesley lecture の講演者として講演を行った。

## 著作
- Cormen, Thomas H.; Leiserson, Charles E. との共著; (1990). Introduction to Algorithms (first edition ed.). MIT Press and McGraw-Hill. ISBN 0-262-03141-8
- Cormen, Thomas H.; Leiserson, Charles E.; Stein, Clifford との共著; (2001). Introduction to Algorithms (second edition ed.). MIT Press and McGraw-Hill. ISBN 0-262-53196-8
- Cormen, Thomas H.; Leiserson, Charles E.; Stein, Clifford との共著; (2009). Introduction to Algorithms (third edition ed.). MIT Press. ISBN 0-262-03384-4